# The Heirs
The Heirs er en sydkoreansk tv-drama/serie på 20 episoder. Hovedrollerne spilles af henholdsvis Lee Min-ho (Kim Tan), Park Shin-hye (Cha Eun-sang) og Kim Woo-bin (Choi Young-do).